# Morteratsch GR

Lage von Morteratsch, Val Morteratsch sowie des Morteratschgletschers und des Persgletschers

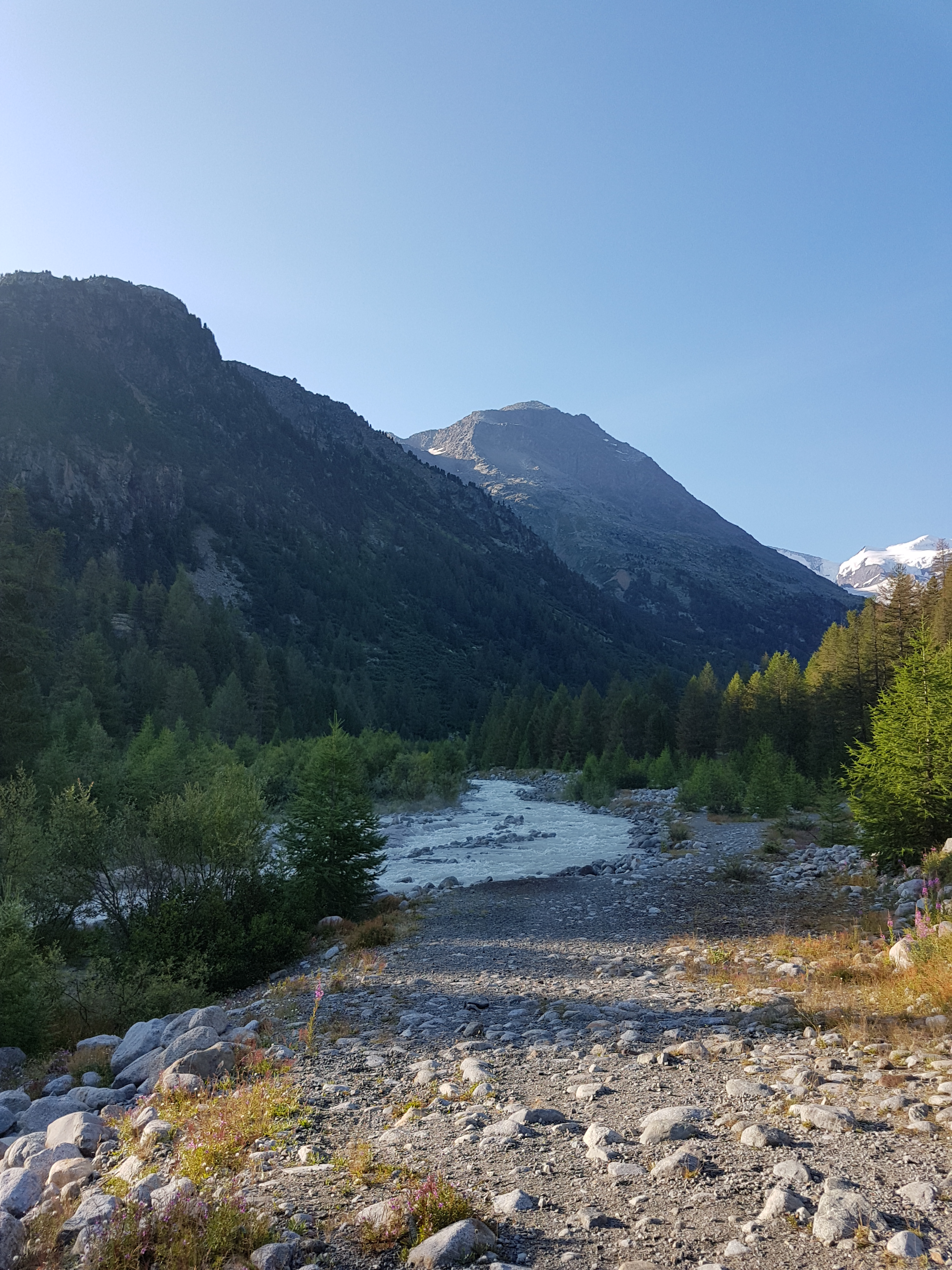
Blick zum Gletscher und zum Ova da Morteratsch

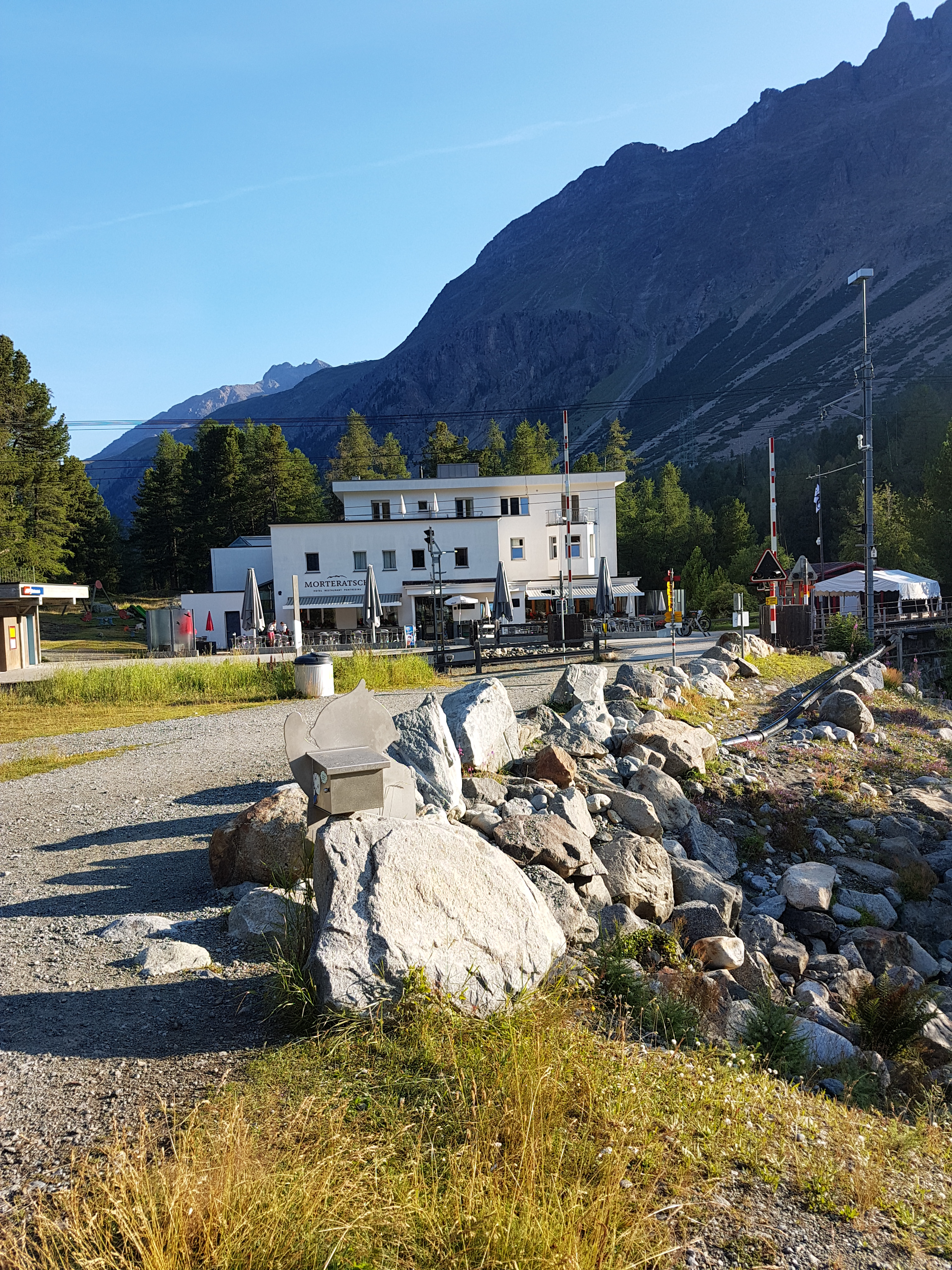
Hotel / Restaurant Morteratsch

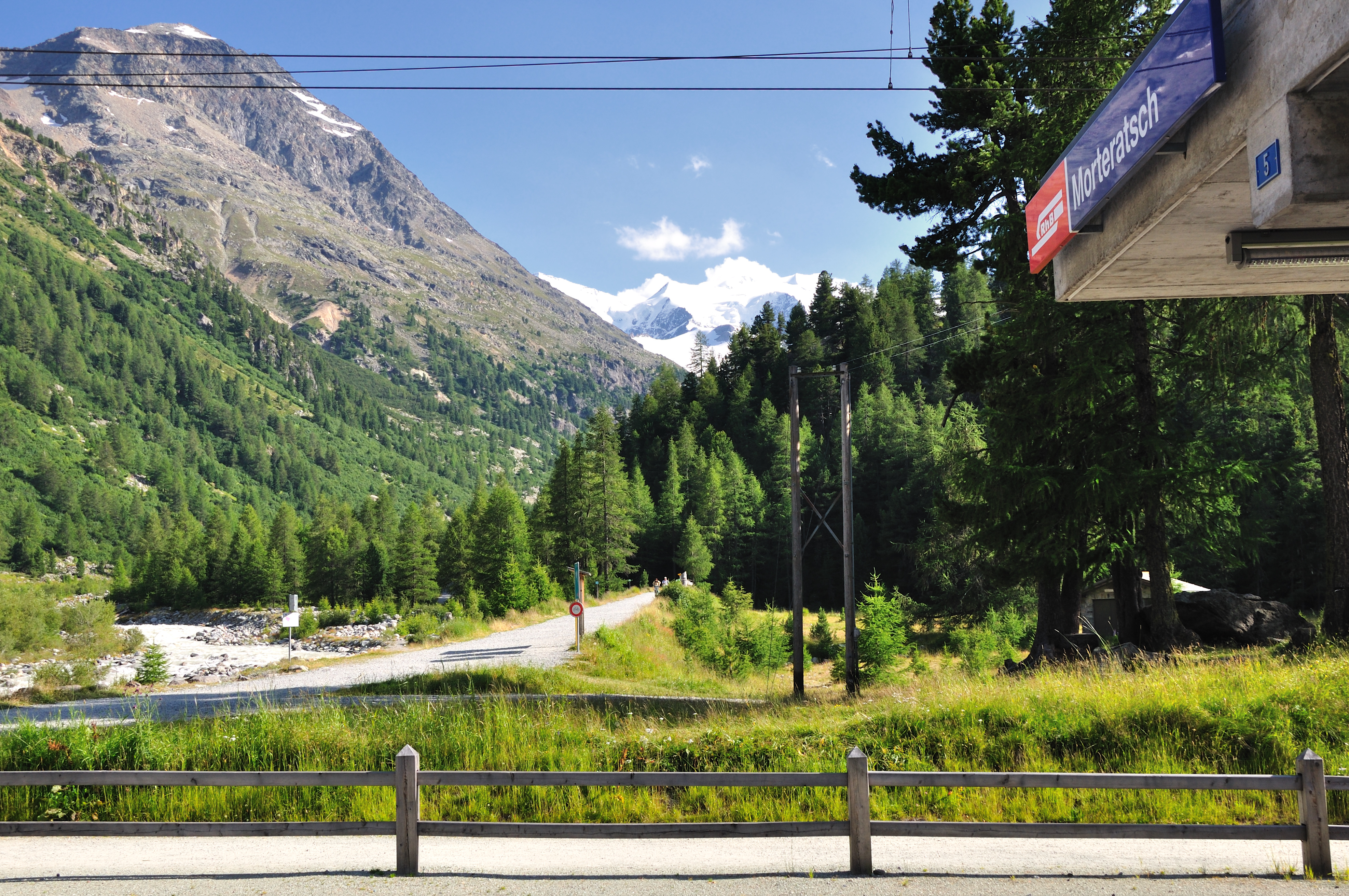
Blick von der Bahnstation Morteratsch

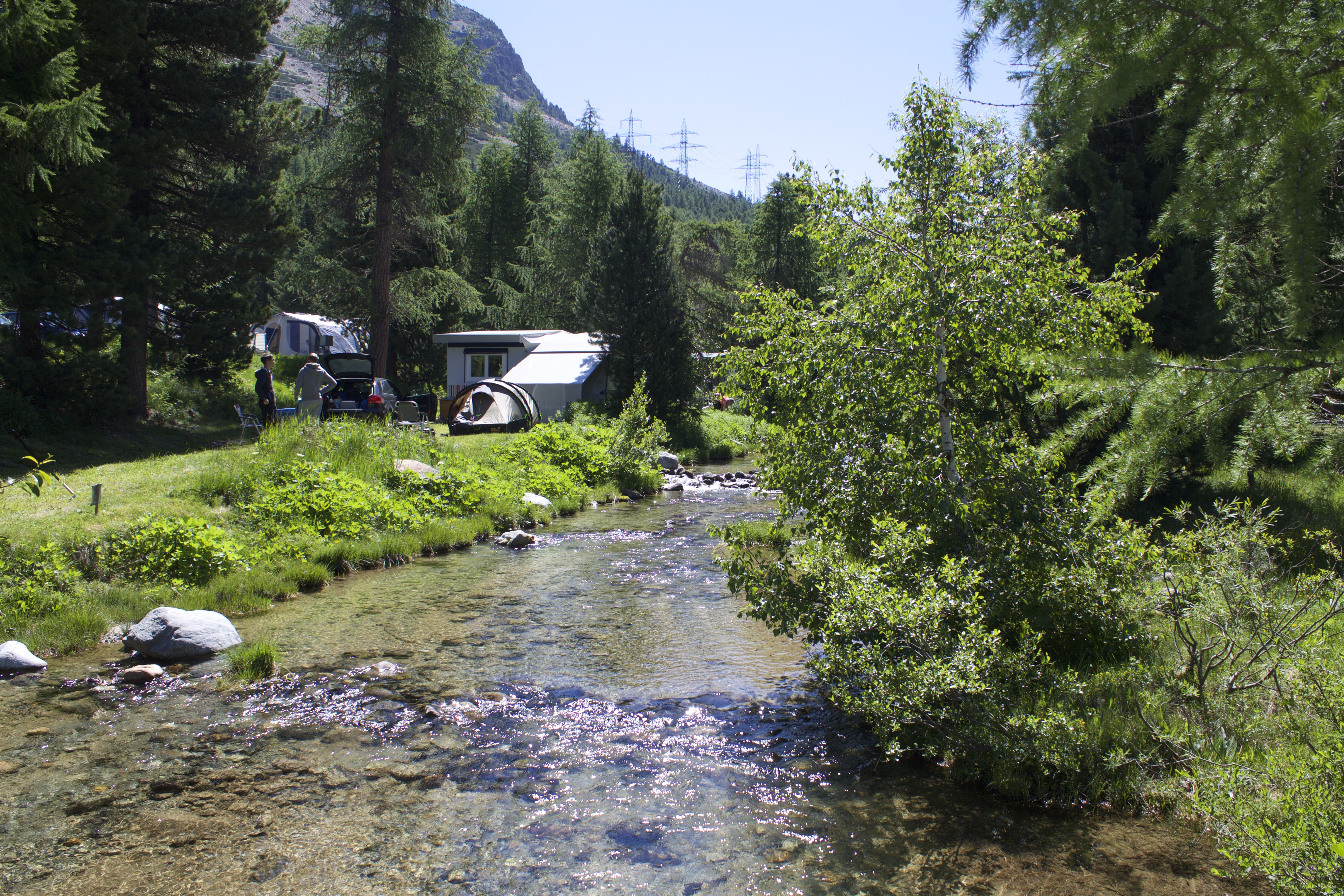
Campingplatz Morteratsch

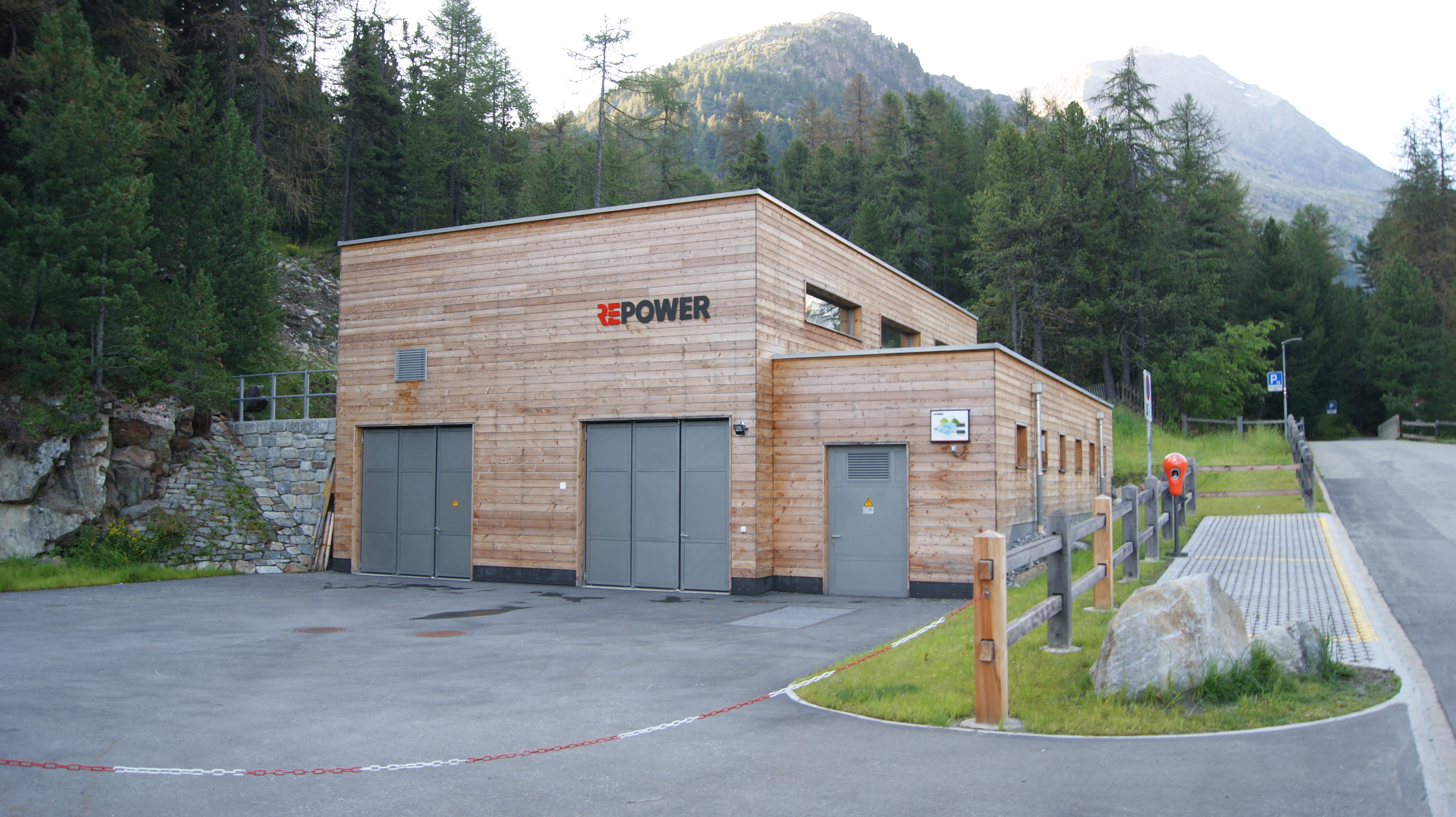
Kraftwerk Morteratsch

Morteratsch ist ein Ort auf 1894 m ü. M. am Übergang vom Morteratschtal zum Berninatal und gehört zur Gemeinde Pontresina im Kanton Graubünden in der Schweiz.

## Geographie
Der Ort liegt am nördlichen Ausgang des Morteratschtals, welches erst durch den Gletscherschwund so bezeichnet wird, am Zusammenfluss des Berninabachs (Ova da Berninas) und des Ova da Morteratsch. Noch im 19. Jahrhundert wurde dieser Bereich auf Landeskarten als Alp Nova bezeichnet. Am Talübergang stehen eine Station der Berninabahn, ein Hotel/Restaurant und ein Kraftwerk der Repower AG.
Morteratsch hatte gemäss offiziellem Poststellen-Verzeichnis vom 1. August 1909 bis 1. Januar 1978 eine eigene Poststelle.
1857 war die Gletscherzunge des Morteratschgletschers etwa 100 Meter von der später errichteten Bahnstation Morteratsch der Rhätischen Bahn entfernt. Noch zu Beginn des 20. Jahrhunderts hatte sich die Gletscherzunge nur wenige hundert Meter von der Station der Berninabahn und dem Hotel Morteratsch zurückgezogen. Heute bereits gut zwei Kilometer.
Von den Parkplätzen bzw. dem Kraftwerk / Hotel können der Morteratsch- und Persgletscher sowie die Dreitausender Munt Pers, Piz Cambrena, Piz Palü, Piz Zupò, Piz Argient, Piz Bernina (4049 m), Piz Morteratsch, Piz Boval und Piz Chalchagn erreicht werden.

## Namensherkunft
Volksetymologisch wird der Name Morteratsch durch die Schweizer Sage Die Jungfrau vom Morteratsch erklärt. Die reiche Bauerntochter Annetta aus Pontresina verliebt sich in Viehhüter Aratsch, ihre Eltern jedoch sind gegen die Beziehung. Die Bedingung des Vaters: Der Senn kriegt die einzige Erbin aus wohlhabendem Haus nur, wenn er Reichtum erlangt. Der Vater setzt durch, dass der Hirt aus dem Bündner Oberland im nächsten Sommer nicht mehr als Hirt auf der Alp arbeiten darf.
Aratsch ging als Soldat ins Ausland, und Annetta litt vor Kummer und Sehnsucht. Die Eltern hätten mittlerweile in eine Heirat eingewilligt, doch der Jüngling ist nicht auffindbar. Kurz bevor er nach jahrelangem Fernbleiben als Offizier nach Pontresina zurückkehrt, stirbt Annetta. Daraufhin reitet er zur Alp hinauf und springt samt Pferd in den dahinterliegenden Gletscher. Niemand hat ihn je wiedergesehen.
Der Geist des Mädchens treibt sich daraufhin Nacht für Nacht auf der Alp herum, man hört sie immer wieder klagen: „Mort Aratsch“. Doch der zuständige Senn mag die Erscheinung und lässt sie gewähren, denn er merkt, dass die Kühe mehr Milch geben, kaum mehr ein Tier verunglückt und der Rahm fetter ist als vorher.
Sein Nachfolger jedoch verweist den Geist der Annetta von der Alp, worauf ein Gewitter aufzieht und sie einen Fluch ausspricht: «Schmaladida saja quaist’ alp e sia pas-chüra!» (deutsch: Verflucht sei diese Alp samt ihren Weiden). Von da an ist der Segen der Alp dahin, sie muss schon bald verlassen werden. Die Weiden werden immer magerer, und der Gletscher rückt aus der Schlucht dahinter zusehends vor und bedeckt die Alp, die Hütte und dazu das ganze Seitental weit gegen den Berg hinauf, der seither Munt Pers (verlorener Berg) heisst.
Die Sage gibt es noch in einer anderen Version.
Etymologisch wird der Name Morteratsch auf bündnerromanisch murter zurückgeführt, das in Flurnamen häufig zur Bezeichnung von hochgelegenen Alpweiden verwendet wird. Die Endung -atsch dient zur Vergrösserung, womit Morteratsch eine grosse, hochgelegene Alpweide bezeichnet.

## Infrastruktur

### Bahnhof
Der Bahnhof der Berninabahn der Rhätischen Bahn (RhB) ist ein einfaches, massives, eingeschossiges funktionales Bauwerk aus Beton, Stahl und einer Holzverkleidung. Der Bahnhof liegt nur etwa 20 Meter vom Hotel/Restaurant Morteratsch entfernt.

### Hotel
1875 eröffnete der Bergführer Valentin Kessler († 1904) an der Morteratschstrasse – auf dem halben Weg nach Morteratsch – einen Verkaufsstand, ein Jahr später auch in der Nähe von Morteratsch. 1877 baute er in der Nähe des heutigen Hotels eine Unterkunft für seine Familie und Gäste und einen Kiosk. Mit dem Bau der Berninabahn (Eröffnung 1908) wurde die Unterkunft 1905–1910 ausgebaut und erhielt nun sieben Fremdenzimmer. 1949 wurde das Hotel von Chaspar Arquint aus Tarasp gekauft und zu Beginn der 1960er-Jahre weiter ausgebaut. 1983 wurde das Hotel von Hans Bertschinger übernommen und weiter investiert. Seit 1992 gehört das Hotel der Hotel Morteratsch AG, und das Hotel wurde umfassend renoviert.

### Schaukäserei
Ganz in der Nähe des Bahnhofs Morteratsch bzw. des Hotels befindet sich eine Alp-Schaukäserei, in der im Sommer täglich Käse öffentlich zugänglich erzeugt wird.

### Campingplatz
Das Campingplatzareal des Campingplatz Morteratsch befindet sich etwas über 1200 Meter vom Bahnhof/Hotel Richtung Pontresina und umfasst ca. 1 Quadratkilometer Fläche, wovon ein erheblicher Anteil Wasserfläche bzw. Naturschutzgebiet ist.
Es sind im Sommer 250 Stellplätze und im Winter 150 Stellplätze vorhanden. Nach Angaben des Betreibers handelt es sich beim Campingplatz Morteratsch um den höchstgelegenen, ganzjährig betriebenen Campingplatz in Europa.

### Kraftwerk
Das Kraftwerk Morteratsch ist die älteste bestehende Anlage im Repower-Kraftwerkspark. Das Kraftwerk wurde 1891 erstmals in Betrieb genommen und geht auf die Initiative örtlicher Hoteliers und Gewerbetreibender zurück. 1968 wurde das Kraftwerk umfassend modernisiert.
Die erste Konzession zur Nutzung der Wasserkraft am Berninabach durch das Kraftwerk Morteratsch beruht auf einer Vereinbarung zwischen Repower Klosters, der politischen Gemeinde Pontresina und der Bürgergemeinde Pontresina vom 14. Januar/26. April 1965. Diese Konzession endete am 31. Dezember 2013, und die Gemeinde hat auf den Heimfall der Anlagen gegen Zahlung eines Entgeltes bis zum Ende der erneuerten Konzession 2077 verzichtet.
Das heute bestehende Kraftwerk beim oberen Parkplatz Morteratsch wurde bis zum Sommer 2017 von der Repower AG am selben Standort wie das alte Kraftwerk weitgehend neu errichtet. Es wurden die Kraftwerkszentrale ausgebaut, die Wasserfassung erneuert und die Druckleitung vergrössert. Die Investitionskosten betrugen ca. 10 Mio. Franken. Die neue Anlage ist weitaus leistungsfähiger, die Ausbauwassermenge wurde von bisher 0,55 m³/s auf 1,5 m³/s erhöht und die installierte elektrische Leistung von 0,57 Megawatt auf 1,6 Megawatt, somit die mittlere jährliche Energieproduktion von 3,6 auf 7,0 Gigawattstunden. Die Wasserfassung (Ableitung aus dem Berninabach) befindet sich nach wie vor nahe der Berninastrasse (Parzelle Plattas), und das Wasser wird in einer 760 Meter langen Druckleitung zum Kraftwerk geführt und beim Parkplatz Morteratsch wieder eingeleitet.
Betreiber des Kraftwerks ist die neu gegründete Gesellschaft Kraftwerk Morteratsch AG.

#### Technische Daten Kraftwerk
- Bruttofallhöhe: 130 Meter
- maximal ausgeleitete Wassermenge: 1500 Liter/Sekunde
- Turbine: eine Pelton-Turbine
- Generatorleistung: 1,6 Megawatt
- Jahresenergieproduktion: 7 Gigawattstunden[19][20]

#### Ladestation Elektrofahrzeuge
Direkt beim Kraftwerkhaus befinden sich zwei Ladestationen für Elektrofahrzeuge mit je 11 kW Leistung.

## Persönlichkeiten
Als zu Beginn des 20. Jahrhunderts durch den Rückzug des Gletschers eine Eisgrotte entstand, die elektrisch beleuchtet wurde, besuchten Kaiser Wilhelm (1859–1941), der russische Kronprinz und andere Morteratsch. In Morteratsch wurden Szenen des Films Die weiße Hölle vom Piz Palü von Arnold Fanck und Georg Wilhelm Pabst (1929) gedreht.